# Doryodes acutalis
Doryodes acutalis là một loài bướm đêm trong họ Erebidae.